# Precariat
En sociologia i economia, el precariat és una classe social formada per persones que pateixen de precarietat, una condició de l'existència sense previsibilitat o de seguretat, el que afecta el benestar material i/o psicològic. A diferència de la classe proletària dels obrers industrials en els segles xix i xx que no tenien els seus propis mitjans de producció i, per tant, venien la seva força de treball per viure, els membres del precariat només participen parcialment en el treball i han d'emprendre amplis "activitats no remunerades que són essencials si es van a mantenir l'accés a llocs de treball i uns ingressos dignes". En concret, és la condició de manca de seguretat en l'ocupació, inclòs l'ocupació o subocupació intermitent i l'existència precària resultant. L'aparició d'aquesta classe ha estat atribuït al fiançament del capitalisme neoliberal.
El terme és un mot creuat obtingut mitjançant la fusió de precari i proletariat.
La jove classe del precariat a Europa ha esdevingut prou rellevant a inicis del segle xxi.
L'economista britànic Guy Standing ha analitzat el precariat com una nova classe social emergent en el treball realitzat pel think tank Policy Network. El 2014 va escriure un altre llibre titulat A Precariat Charter en què argumentava que tots els ciutadans tenen dret a la riquesa social heretada. L'últim de la sèrie és el precariat titulat: Precariat: The New Dangerous Class on va proposar la renda bàsica com una solució per fer front al problema.
L'anàlisi dels resultats del Great British Class Survey de 2013, una col·laboració entre la BBC i els investigadors de diverses universitats del Regne Unit, va afirmar que hi ha un nou model d'estructura de classes que consisteix en set classes, que van des de l'elit a la part superior al precariat a la part inferior. La classe del precariat es concep com "la classe britànica més necessitada de tots amb baixos nivells de capital econòmic, cultural i social" i oposat a "la classe mitjana tècnica" a Gran Bretanya en què en lloc de diners, però no hi ha interessos, la gent de la nova classe del precariat duu a terme tota mena d'activitats potencials que els agrada participar en, però no poden fer cap d'aquestes perquè no tenen diners, vides insegures, i en general es troben atrapats en antigues zones industrials del país.
La classe precariat ha anat sorgint a societats com el Japó, on s'inclouen més de 20 milions dels anomenats "freeters".